# Agenda-settingtheorie
De agenda-settingtheorie (Engels: agenda-setting theory) beschrijft de mogelijkheid van de media om de onderwerpen op de agenda van de bevolking te bepalen. Agenda-setting is ook een sociale wetenschap en probeert dus ook voorspellingen te maken. Dat wil zeggen, als een nieuwsartikel vaak en prominent wordt behandeld, zal de bevolking dat onderwerp als belangrijker zien.
Een voorbeeld van hoe de theorie werkt, is het televisieprogramma The Voice of Holland. Een groot deel van de bevolking kijkt hiernaar, en daardoor zijn ze hier in hun gedachten en gesprekken mee bezig. Of als er bijvoorbeeld een grote aanslag is geweest, dan is iedereen die het journaal heeft gezien daarmee bezig.
De theorie heeft ook invloed op de politiek. De media brengen soms zaken aan het licht waar het hele volk mee bezig is. Hierdoor zullen volksvertegenwoordigers in sommige gevallen hierover moeten debatteren. In dit geval bepalen de media wat er op de politieke agenda komt te staan.

## Geschiedenis
De agenda-settingtheorie is voor het eerst volledig beschreven in 1968 door Maxwell McCombs en Donald Lewis Shaw. Zij onderzochten in Chapel Hill (North Carolina) hoe de meningen van 100 inwoners veranderden naarmate de onderwerpen in de media veranderden. Ze ontdekten dat er een correlatiecoëfficiënt van r > 0,9 was, wat betekent dat er bijna een directe correlatie is tussen de media en de mening van inwoners. Natuurlijk is dit maar een kleine steekproef uit één bevolkingsgroep, maar er zijn inmiddels meer dan 400 onderzoeken gedaan met een soortgelijke uitkomst.

## Het belang van agenda-setting
Agenda-setting gaat over het bewust maken van de bevolking over een bepaald probleem via de media. De media proberen de kijkers te beïnvloeden door een rangorde van belangrijkheid van de lopende problemen te creëren. Er zijn twee veronderstellingen over agenda-setting:
1) De media laten niet de (hele) waarheid zien
2) De media kiezen een aantal problemen of onderwerpen om te belichten, zodat de kijkers deze problemen als extra belangrijk zullen zien.
De agenda-settingtheorie stelt dat de media bepalen waar het publiek over denkt. Door bepaalde problemen veel aan het licht te brengen, kunnen de media ervoor zorgen dat het publiek deze onderwerpen veelvuldig bespreekt.
Agenda-setting speelt een rol in onze samenleving. Wanneer de media bijvoorbeeld berichten dat "De nucleaire deal van Iran erg problematisch is, omdat Iran nu nucleaire wapens mag behouden", wordt dit als een van de belangrijkste onderwerpen gezien en uitgebreid besproken. Dit kan ervoor zorgen dat er onnodige angst over Iran ontstaat bij de bevolking, wat tot verkeerde veronderstellingen kan leiden. Zonder agenda-setting zou men geen specifieke groep hebben om een mening mee te delen. Die groep bestaat namelijk uit alle mensen die het nieuwsbericht hebben gezien. Wanneer het een klein publiek bereikt omdat het geen "breaking news" is, hebben die mensen minder snel de mogelijkheid om over het onderwerp te discussiëren en wijzer te worden van andere opinies.
Hoeveel invloed hebben de media eigenlijk? Mensen die gevoelig zijn voor iets waar ze direct mee te maken hebben gehad, zullen door de media meer nadenken over het onderwerp naarmate het meer in het nieuws is. Maar een groot deel van de bevolking hoeft dat niet per se te hebben. Daarnaast is er een andere factor die bepaalt of de media wel of niet veel invloed hebben op de publieke opinie, namelijk of het onderwerp:
1. Een onderwerp is dat bijna iedereen beïnvloedt, zoals de stijging van de benzineprijzen.
2. Onderwerpen zijn die van belang zijn voor iedereen, zoals de kwestie van Syrische vluchtelingen.

De eerste soort problemen zal aandacht trekken van zowel de regering als de bevolking, ook zonder extra invloed van de media. Wanneer er een direct verband is tussen het probleem (bijvoorbeeld een kindontvoering), is de impact van de media op de publieke opinie groter. Wanneer er geen direct verband is met het probleem, is de impact van de media kleiner.